# Malenca (Iška)
Malenca  je prvi desni pritok reke Iške, ki se na Ljubljanskem barju izliva v Ljubljanico.